# Stara Pazova

Vista panorámica con vistas al centro

Stara Pazova, conocida anteriormente como Pazova (En serbio: Стара Пазова o Пазова) es una localidad serbia de la provincia autónoma de Voivodina situada en el distrito de Sirmia. 
Según el censo de 2011 la población de la municipalidad es de 65.792, de los cuales 18.602 residen en la localidad de Stara Pazova.

## Geografía
El municipio es la capital de la municipalidad homónima. Está situada al este del distrito de Sirmia a 30 km de Belgrado y 40 km de Novi Sad. El área total de la municipalidad cubre una extensión de 351 km² y está ubicado entre 75 y 120 m s. n. m.

## Historia

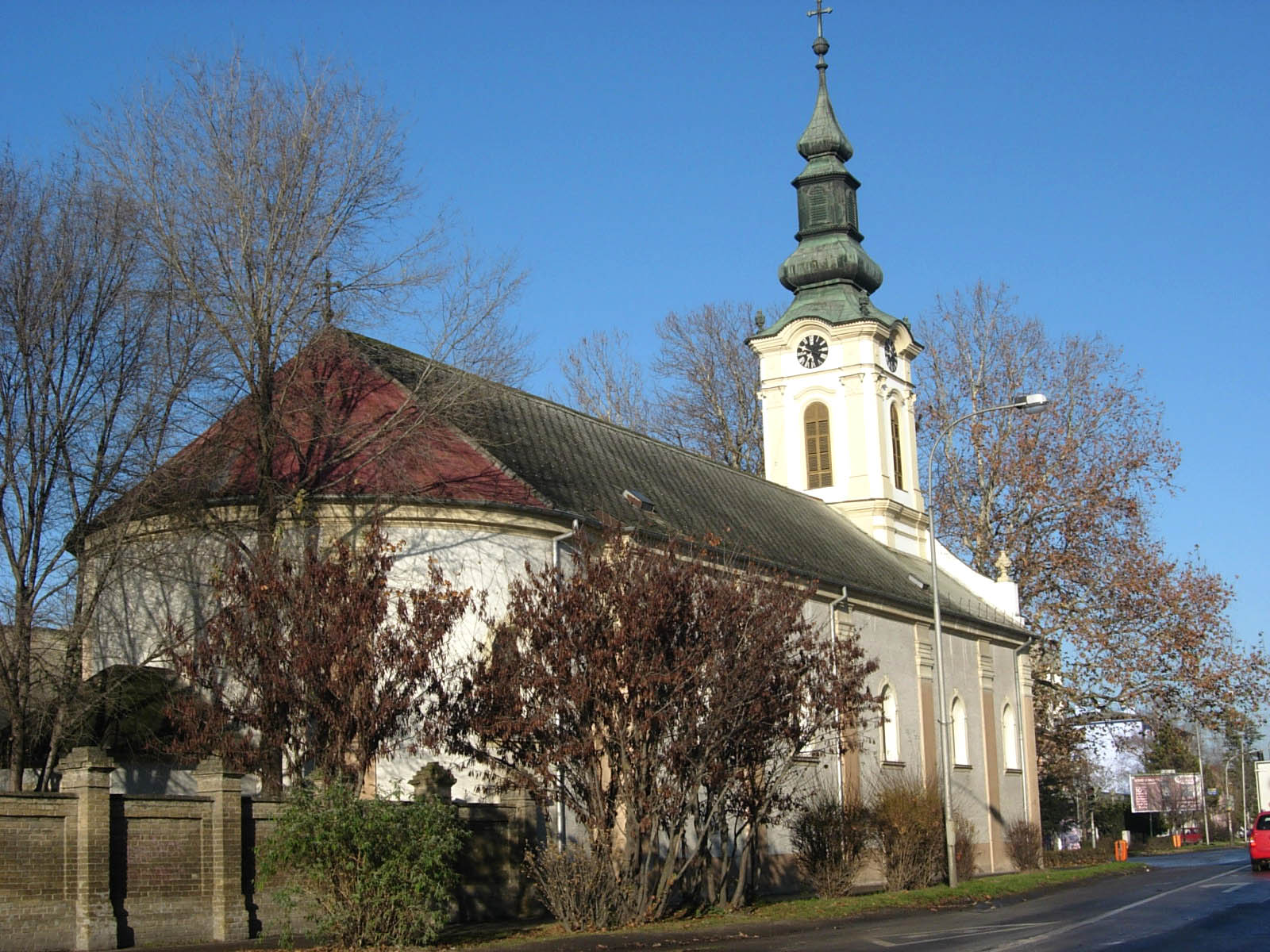
Iglesia Evangélica Eslovaca

Durante el mandato del Imperio Otomano, Pazova estuvo poblada principalmente por serbios. En aquel entonces la región pertenecía al Sanjacado de Sirmia. En 1718 la localidad pasó a formar parte del Imperio de Austria. En el siglo XVIII se asentaron los primeros luteranos de etnia eslovaca y en 1791 llegó otro grupo de origen germánico. Estos últimos formaron el asentamiento conocido como Nova Pazova (Nueva Pazova) mientras que los eslovacos establecerían Stara Pazova (Vieja Pazova). A finales de la segunda mitad del siglo XX, la etnia principal era de origen eslovaca mientras que el resto de la municipalidad era serbia.
Stara Pazova era parte de la frontera militar del mandato de los Habsburgo (hasta su abolición en 1882) mientras que entre los años 1848 y 1849 formaba parte de la Voivodina serbia. A finales del siglo XIX y principios del XX pasó a ser la capital del distrito del condado de Sirmia (en aquel entonces, dividido entre los reinos de Croacia-Eslavonia, de Hungría y el Imperio Austrohúngaro).
De acuerdo con el censo de 1910, la población era de 46.430 de los cuales: 24.262 eran seboparlantes, 9.348 de habla alemana, 5.779 eslovaca y 5.670 hablaban croata.
A partir de 1918, tanto la ciudad como la municipalidad pasó a dominios del Reino de Yugoslavia. En 1971, el 56% de la población era de origen eslovaco hasta el presente cuando la mayor comunidad étnica predominante es serbia.

## Demografía
| 1948  | 1953   | 1961   | 1971   | 1981   | 1991   | 2001   | 2011   |
| ----- | ------ | ------ | ------ | ------ | ------ | ------ | ------ |
| 9.193 | 10.103 | 12.089 | 13.776 | 16.217 | 17.110 | 18.645 | 18.429 |